# Sacra parallela
La Sacra parallela è un florilegium bizantino di citazioni della Bibbia e di testi patristici in greco antico, utilizzate nelle istruzioni etiche, morali e nell'ascetismo.

## Storia
La Sacra Parallela fu redatta nell'VIII secolo, probabilmente in Palestina. Di solito viene ascritta a san Giovanni Damasceno, sebbene alcuni studiosi contestino tale attribuzione. Un manoscritto del X secolo nomina i redattori "Leonzio il sacerdote e Giovanni", non meglio identificato. Fu stampata per la prima volta nel 1577. Questa edizione si basava su un manoscritto del XV secolo (codice Vat. gr. 1236).
Nel suo stato originale, la Sacra Parallela consisteva di tre libri separati che trattavano rispettivamente di Dio, dell'uomo e delle virtù e dei vizi. Il codice originale risulta attualmente perduto. Le ricerche su quest'opera si basano sulle successive ricomposizioni che furono fatte quando i tre libri originali furono raccolti in un'unica opera.
Giovanni di Damasco fu un sostenitore dell'uso delle icone durante l'ascesa dell'iconoclastia. Essendo sacerdote a Mar Saba, vicino a Gerusalemme, Giovanni di Damasco viveva sotto il dominio musulmano ed era al sicuro dalle persecuzioni per le sue idee iconofile. Tali idee potrebbero spiegare perché il manoscritto parigino è così notevolmente miniato, fatto associato a testi che raccontano una storia, rafforzando la possibilità che avesse legami con quest'ultimo, sebbene non dimostrino con certezza che proprio Giovanni Damasceno ne sia l'autore.
Esistono tre recensioni comunemente conosciute: la Vaticana, la Rupefucaldiana e quella del Parisinus Graecus 923. Sono state rivelate da uno studio condotto da Karl Holl (1866-1926) nel 1897. Tuttavia, egli scoprì che, sebbene il Parisinus Graecus 923, un'opera del IX secolo, fosse correlato alle altre due recensioni, non concordava con esse. Indipendentemente dalle scoperte di Holl, a causa della creazione del manoscritto in un'epoca di iconoclastia e del suo ricco uso dell'oro, il pezzo è ancora considerato molto prezioso ed è stato studiato in una certa misura. Le immagini possono aiutare i ricercatori a ricostruire i cicli perduti di miniature prima dell'iconoclastia. Il Parisinus Graecus 923 è il più grande e l'unico florilegio greco miniato sopravvissuto dall'epoca bizantina.

## Descrizione
Il manoscritto parigino misura 35,6 x 26,5 centimetri ed è rilegato in pelle pressata con fermagli datati al XV secolo. Il contenuto è scritto su 394 fogli di spessa pergamena in onciale inclinato sopra la linea. La scrittura è organizzata in due colonne di 36 righe con 13-17 lettere ciascuna. L'altezza delle lettere è di circa 3 millimetri. Nel codice parigino, le citazioni che sono collocati sotto ogni argomento seguono questo ordine: Antico Testamento, Nuovo Testamento, Padri della Chiesa e il filosofo Filone Alessandrino e lo storico Flavio Giuseppe.

## Illustrazioni
Delle 1.658 illustrazioni presenti nella Sacra Parallela del Parisinus Graecus 923, circa 402 sono illustrazioni sceniche e 1.256 sono ritratti. La collocazione delle immagini in un manoscritto segue solitamente uno schema. Tuttavia, a causa della sua struttura di florilegio, l'autore della Sacra Parallela non mostra alcuna nozione di disegno nella collocazione delle immagini. Alcune pagine sono piene di illustrazioni, seguite da altre che ne sono prive. I passi dei Padri della Chiesa sono i più lunghi e, poiché i testi patristici raramente hanno illustrazioni narrative, sono responsabili dei lunghi intervalli in cui mancano le immagini. L'uso dell'oro era abbondante e decorava i drappeggi, l'architettura e i paesaggi all'interno del manoscritto. Il suo impiego era inteso a creare un effetto spirituale e dematerializzante. Tuttavia, esso non è dovuto a una mancanza di pensiero stilistico. In effetti, la colorazione di alcuni volti rivela una buona padronanza della tradizione classica.
Le doppie linee utilizzate per le pieghe dei panneggi non sono coerenti nello stile, il che fa pensare che a questo manoscritto abbia lavorato più di un miniatore. Questo non è considerato insolito a causa dell'elevato numero di illustrazioni. Tuttavia, questa disparità si nota anche nel disegno e nei colori utilizzati per i volti. Alcuni, come Giuseppe Flavio, mostrano un alto grado di individualità. Altri, come Giovanni Crisostomo, sono spenti e privi di espressione. I ricercatori attribuiscono questo secondo stile di espressioni facciali alla ripetizione e non a una scarsa abilità. Le espressioni venivano usate quando il testo lo richiedeva, come nella raffigurazione del dolore quando Giacobbe vide il mantello insanguinato di Giuseppe. Gli artisti erano anche abili nel rappresentare realisticamente gesti e movimenti, come dimostra la presa salda di Abramo sul polso di Sara. Nel complesso, gli stili utilizzati dai vari artisti per la creazione della Sacra Parallela erano notevolmente simili. Le variazioni non sono attribuite ai diversi artisti, ma al fatto che essi hanno prestato maggiore attenzione alle scene di loro gradimento e hanno completato il resto in modo routinario.